# Roman Olegowitsch Derljuk
Roman Olegowitsch Derljuk (russisch Роман Олегович Дерлюк; * 27. Oktober 1986 in Leningrad, Russische SFSR) ist ein russischer Eishockeyspieler, der seit Juli 2018 bei HK Arlan Kökschetau unter Vertrag steht.

## Karriere
Roman Olegowitsch Derljuk begann seine Karriere als Eishockeyspieler in seiner Heimatstadt beim HK Spartak Sankt Petersburg, für dessen Profimannschaft er in der Saison 2004/05 sein Debüt in der Wysschaja Liga, der zweiten russischen Spielklasse, gab. Anschließend wurde er im NHL Entry Draft 2005 in der sechsten Runde als insgesamt 164. Spieler von den Florida Panthers ausgewählt, für die er allerdings nie spielte. Stattdessen wechselte er zu Spartaks Stadtnachbarn SKA Sankt Petersburg, für den er in den folgenden eineinhalb Jahren in der Superliga aktiv war.
Im Laufe der Saison 2006/07 wechselte Derljuk innerhalb der Superliga zum HK MWD Twer. Dieser wurde am Saisonende nach Balaschicha umgesiedelt und der Linksschütze blieb weiterhin im Team, das ab der Saison 2008/09 am Spielbetrieb der neu gegründeten Kontinentalen Hockey-Liga teilnahm. Mit seinem Team scheiterte er in der Saison 2009/10 erst im Playoff-Finale um den Gagarin Cup an Ak Bars Kasan. Anschließend wurde der HK MWD mit dem HK Dynamo Moskau fusioniert und der Russe erhielt für die Saison 2010/11 einen Vertrag bei deren Nachfolgeteam OHK Dynamo.
Zur Saison 2011/12 wechselte Derljuk zu den Florida Panthers aus der NHL, für deren Farmteam San Antonio Rampage er in der American Hockey League spielte. Ein Jahr später kehrte er zum HK Dynamo Moskau zurück und gewann mit diesem 2013 den Gagarin-Pokal, die Meisterschaftstrophäe der KHL.
Im Oktober 2014 wechselte Derljuk gegen eine finanzielle Entschädigung zum HK Sotschi, bei dem er bis zum Saisonende 44 KHL-Spiele absolvierte. Anschließend kehrte er zu Dynamo zurück, ehe er im Tausch gegen die KHL-Transferrechte an Iwan Woronow an Salawat Julajew Ufa abgegeben wurde. Für Salawat Julajew absolvierte er in der Saison 2015/16 45 KHL-Partien, in denen er drei Scorerpunkte sammelte. Anschließend kehrte er zum HK Sotschi zurück, wurde aber im November 2016 entlassen.
Im Dezember 2016 wurde er bis Saisonende von Torpedo Nischni Nowgorod verpflichtet und in vier Partien eingesetzt.

## Erfolge und Auszeichnungen
- 2010 Russischer Vizemeister mit dem HK MWD Balaschicha
- 2013 Gagarin-Pokal-Gewinn mit dem HK Dynamo Moskau

## Statistik
(Stand: Ende der Saison 2010/11)